# Kobro (cratère)
Pour les articles homonymes, voir Kobro.
Kobro est un cratère d'impact présent sur la surface de Mercure. 
Le cratère fut ainsi nommé par l'Union astronomique internationale en 2012 en hommage à la sculptrice polonaise Katarzyna Kobro. 
Son diamètre est de 54 km. Il se situe dans le quadrangle de Bach (quadrangle H-15) de Mercure.